# Encyclopædia Iranica
Encyclopædia Iranica hay Bách khoa toàn thư Iranica là một dự án với mục tiêu là tạo ra một bách khoa toàn thư tiếng Anh toàn diện và có thẩm quyền về lịch sử, văn hóa và văn minh của các dân tộc Iran từ thời tiền sử đến thời hiện đại.
Phiên bản trực tuyến với hầu hết các mục có sẵn có thể truy cập miễn phí.

## Phạm vi
Encyclopædia Iranica dành cho việc nghiên cứu nền văn minh Iran ở Trung Đông, Kavkaz, Châu Âu, Trung Á và Tiểu lục địa Ấn Độ. Các tham khảo học thuật cuối cùng sẽ bao gồm tất cả các khía cạnh của lịch sử và văn hóa Iran cũng như tất cả các ngôn ngữ và văn học Iran, tạo điều kiện cho toàn bộ các nghiên cứu của Iran nghiên cứu từ khảo cổ học đến khoa học chính trị.
Đây là một dự án được thành lập bởi Ehsan Yarshater vào năm 1973 và hiện đang được thực hiện tại Trung tâm Nghiên cứu Iran của Đại học Columbia . Nó được coi là bách khoa toàn thư tiêu chuẩn của ngành học hàn lâm Iran học .
Phạm vi của bách khoa toàn thư vượt ra ngoài Iran hiện đại (còn được gọi là "Ba Tư") và bao gồm toàn bộ Vùng văn hóa Iran (Greater Iran) và kế cận. Quan hệ của thế giới Iran với các nền văn hóa khác (Trung Quốc, các nước châu Âu, v.v.) cũng được đề cập đến .
Dự án đã xuất bản 15 tập in và nửa tập 16, và đang lên kế hoạch xuất bản tổng cộng tới 45 tập. Encyclopædia Iranica được tài trợ và xuất bản bởi Quỹ Encyclopædia Iranica. Toàn bộ văn bản của hầu hết các mục có sẵn miễn phí để xem trực tuyến. Trả lời phỏng vấn của BBC tiếng Ba Tư năm 2013, Yarshater tuyên bố rằng việc hoàn thành dự án được lên kế hoạch cho năm 2020 

## Tranh cãi
Ngày 25/3/2007 Associated Press phát tin báo cáo rằng Encyclopædia Iranica "được Hoa Kỳ hậu thuẫn" .
Encyclopædia Iranica đã công bố một phản hồi chính thức, nói rằng báo cáo này là "không chính xác và phỉ báng", trong khi tổ chức Tổ chức Nhân văn Quốc gia (National Endowment for the Humanities) ủng hộ bách khoa toàn thư, là "một cơ quan liên bang độc lập có nhiều dự án được xem xét và quyết định bởi hội đồng độc lập các học giả", không phải Chính phủ Hoa Kỳ, và chỉ một phần ba ngân sách của bách khoa toàn thư được cung cấp bởi Endowment, chứ không phải một nửa, như Associated Press đã tuyên bố .
Nhiều quỹ, tổ chức và cá nhân đã hỗ trợ Encyclopædia Iranica. Cuốn bách khoa toàn thư đã được tài trợ từ năm 1979 bởi Tổ chức Nhân văn Quốc gia, cũng như Hội đồng Xã hội Học tập Hoa Kỳ, Union Académique Internationale, Quỹ Di sản Iran, và nhiều tổ chức từ thiện, các gia đình và cá nhân từ thiện khác .